# Olof Agrell
Olof Agrell, född 1755 och död 18 januari 1832 var en svensk reseskildrare.
Olof Agrell föddes i Hyby socken i Skåne, som son till kyrkoherden Jonas Agrell och hans hustru Metta Maria Vrangl. 1780 blev han docent i historia vid Lunds universitet, varefter han 1784 anställdes vid kungliga kansliet. 1789 utsågs han till konsulatssekreterare i Marocko, och därefter 1799 till vicekonsul i Alger. 1809 erhöll han vid återkomsten till Sverige kommerseråds titel och bosatte sig i Göteborg. Under sin tid i Afrika företog han flera resor även till andra orter, bland annat Tanger, och är mest känd för de reseskildringar från sina resor han låtit publicera; Bref om Maroco (1796) och Ytterligare brev om Maroco samt till en del om Spanjen och Portugal (1807).